# Il palazzo dei sogni
Il Palazzo dei Sogni è un romanzo scritto da Ismail Kadare nel 1981.
Scritto dall'autore per denunciare con un'allegoria i totalitarismi, il romanzo fu immediatamente censurato. L'ultima revisione del romanzo è però datata nel 1996, per la prima volta adattata per la traduzione in lingue straniere. È una delle opere principali di Kadaré, valutata dalla critica europea e tradotta in molte lingue straniere.

## Trama
Mark-Alem è un giovane naturalizzato turco di origini albanesi, proveniente dalla famiglia dei Qyprilli, il cognome che avevano avuto otto Gran Visir ottomani. Riceve un'offerta di lavoro importante: andare a lavorare negli uffici del Palazzo dei Sogni, l'edificio più misterioso di tutto l'Impero. 

Mark-Alem coglie al volo l'opportunità, e nel giro di pochi giorni si ritrova all'interno dell'enorme Palazzo dagli infiniti corridoi e innumerevoli uffici, assunto nella sezione «Selezione» dell'istituto. Anche se inesperto, vagando per i corridoi in cui spesso si perde scopre poco alla volta alcuni particolari del ministero: l'edificio, costruito secoli prima, raccoglie per iscritto i sogni della popolazione in ogni angolo remoto dell'Impero, per poi selezionarli, classificarli, interpretarli e predire in questo modo l'andamento delle varie sezioni dello stato, fino ad ottenere il «Sogno-guida», ovvero il sogno portatore di indizi che anticipano il destino dello Stato o del Sultano. Ma con la stessa velocità in cui fa carriera all'interno del Palazzo, diventando ben presto «interprete», scopre anche che il suo lavoro ha delle grandi responsabilità che possono pesare su di lui e sulla sua famiglia, quando si imbatte in un sogno che si rivela profetico per la sua famiglia.

Mark-Alem viene colto dal terrore. Vivendo e abituandosi ogni giorno alla sua paura, continua ad andare avanti nella gerarchia dell'Istituto, quando a causa di una mal gestione di un Sogno-guida vengono licenziate e condannate molte persone, diventando anche vice-direttore del Palazzo dei Sogni. Si rende conto del potere illimitato posseduto dal Ministero e di quanto questo si intersechi indissolubilmente con la storia e il destino della sua famiglia.
Con un'allegoria centrata, Ismail Kadare condanna la polizia segreta di tutti i sistemi comunisti e dittatoriali in generale, paragonandolo al controllare l'impossibile e i sogni del popolo. Molte situazioni e nomi di istituzioni infatti nel romanzo sono opera di fantasia per paragonarli a quelle del sistema di Enver Hoxha, come il Sultano con il leader del Comitato Centrale, i leader religiosi con l'Istituto di Propaganda, e il Palazzo dei Sogni, chiamato anche Tabir Saraj, con la Sigurimi albanese.